# 大山貴世
大山 貴世（おおやま たかよ、1988年5月22日 - ）は、日本の女優。東京都出身。所属事務所はストーリーファクト。

## 来歴・人物
女性アイドルグループ『板ちょこ』、『COCOa』、『ぴよぴよっ』を結成していたが2004年に解散。その後は舞台を主に映画やグラビアなど幅広く活動している。
趣味は音楽鑑賞。特技はダンス、ドラム。姉が1人いる。
歌手の石川マリーは高校時代の同級生。

## 主な出演作品
※太字は主演

### 映画
- 三姉妹カフェ物語 （2005年公開） - 次女・ラン 役
- URAHARA （2007年公開） - 橋本奈央美 役
- 変身ガール（2008年公開、禅ピクチャーズ） - 上原めぐみ / レッド 役
- うた魂♪（2008年4月5日公開、日活）
- 00（ゼロゼロ）（2013年公開） - 服部公佳 役

### 舞台
- アミューズ25周年記念企画ミュージカル『ふたり』（2003年8月） - 太田佳世 役
- ミュージカル『美少女戦士セーラームーン』（2004年7月 - 2005年1月、サンシャイン劇場 他） - 海王みちる / セーラーネプチューン 役  ※8代目
- Air studio『GO，JET!GO!GO!』 （2005年） - 美月 役 / 早紀　役
- Air studio『Kiss　Me　You　〜がんばったシンプー達へ〜』 （2005年）
- Air studio『SAKURA』（2005年）- 平野那江 役
- Air studio『飯田家の最期』（2006年）- 平野那江 役
- A･M･D 企画公演『小鳥たちの青い薔薇』（2006年）
- Air studio『Quo　VADIS　クォ・ヴァディス  〜A MIDSUMMER NIGHT'S DREAM〜』（2007年）
- Air studio『夏の夜の夢  〜A MIDSUMMER NIGHT'S DREAM〜』（2007年5月10日 - 13日、東京芸術劇場）
- Air studio『オサエロ』（2008年5月16日 - 18日）
- 『ミュージカル ミンキーモモ 鏡の中のプリンセス』（2010年4月29日 - 5月5日） - お猿のモンチャ役
- 夢企画プロデュース公演『シャバ・ダバ・ドウ』～塀の中の艶やかな面々～/作演出：ダンカン・山田能龍/音楽：義太夫（2010年6月3日-7日、新宿タイニイアリス）
- エアースタジオ「YAMAO」（2011年4月6日-17日、アクアスタジオ、脚本:大山貴世）
- エアースタジオ 「NEXT DOOR」（2011年7月13日-18日、AQUA studio、脚本・演出:藤森一朗）
- THE東京ピチピチBOYS第16回公演「バック・トゥ・ザ 三億円事件!」（2011年8月27日・28日、下北沢北沢タウンホール）
- FULLMONTY「アイベツリク」（2012年5月30日-6月3日、萬劇場）
- 万本桜企画「ホテル死界覚」（2012年6月13日-17日、千本桜ホール）
- 下北発女の子演劇集団 Angeiil「Angeiil -なchuっ♡-」（2012年9月4日-9日、ウッディシアター中目黒）
- 〜AduLt〜（2012年9月26日-30日、千本桜ホール）
- 第1回 Dig/esTプロデュース公演『お妊婦たちのララバイ』 （2013年1月16日-27日、新宿サンモールスタジオ）
- 謀「はかりごと」（2013年3月6日-10日、千本桜ホール）
- TAKA-BAN produce.4「コイズミ・タエコ」（2013年4月10日-14日、千本桜ホール）
- circle（2014年2月5日-9日、千本桜ホール）
- しまぁ～ん共和国「Team SHIMaaaN」（2015年1月6日-11日、下北沢小劇場B1）
- しまぁ～ん共和国「オタクたちの低空飛行」（2015年4月7日-13日、下北沢「劇」小劇場）

### CM
- NTTドコモ（2004年）

### イメージモデル
- Snip Snap

## 出版

### DVD
- 大山貴世 15歳 中学3年生 （2004年2月25日発売、ビデオメーカー）
- 大山貴世 / 虹色気分 （2005年8月26日発売、レーヴ）
- Profile08　大山貴世 （2008年5月29日発売、Bikiniレーベル）